# Buvette Prouvé-Novarina
La buvette Prouvé-Novarina est un établissement thermal situé à Évian-les-Bains, en France. Due aux architectes Jean Prouvé et Maurice Novarina et à l'ingénieur Serge Ketoff, elle est classée monument historique en 2013.

## Localisation
L'établissement thermal est situé dans le département français de la Haute-Savoie, sur la commune d'Évian-les-Bains

## Historique
En 1956, les bâtiments de la Buvette Cachat (rue nationale / rue des sources) étant devenus inadaptés, la Société des eaux d'Évian commande aux architectes Maurice Novarina et Jean Prouvé une buvette à laquelle leurs noms seront donnés. La construction fait face au lac Léman, place de l’Hôtel de Paris détruit par un incendie, sur un dénivellement de verdure où, en sous-sol, le matériel de soins et divers équipements ont été installés.
Après avoir été inscrite au titre des monuments historiques en 1986, la buvette est classée en 2013.

## Description
La construction est composée de trois parties : une buvette, un coin de repos et une salle de musique. La séparation est constituée de murs-paravents décorés de mosaïques, dues pour l'une au peintre Raoul Ubac et l'autre au peintre André Beaudoin. L'ensemble est en longueur, entièrement vitré.
Cette construction présente, selon la chercheuse Giulia Marino, la synthèse de différentes innovations et expérimentations architecturales et techniques de Jean Prouvé. Selon elle, :
« Le bâtiment introduit par exemple le principe des "béquilles", une structure porteuse asymétrique aussi efficace sur le plan de la statique qu’élégante du point de vue formel. Ces porteurs en acier et en forme d’étoile deviendront ensuite un élément clé des constructions de Jean Prouvé (...). La Buvette présente également un mélange de matériaux et un type d’assemblage peu courant pour l’époque (bois reconstitué, bois massif, acier, aluminium et verre). Sa toiture, un système complexe d’éléments en bois et de métal tout en légèreté, est elle aussi une véritable invention, de très grande originalité. »